# Manel Martínez Rodríguez
Manel Martínez Rodríguez (Zaragoza, 31 de julio de 1960) es un físico, investigador y profesor de investigación español, especializado en el campo de la física experimental de partículas y astropartículas. Fue el líder del proyecto internacional del Telescopio MAGIC (Mayor Atmospheric Gamma-ray Imaging Cherenkov) situado en el Observatorio del Roque de los Muchachos en La Palma (Islas Canarias).
Manel Martínez es Profesor de Investigación en el Instituto de Física de Altas Energías (IFAE) de la Universidad Autónoma de Barcelona (UAB). Ha encabezado la comunidad de astronomía de rayos gamma de muy alta energía a nivel español y colideró el proyecto internacional de telescopios para la detección de rayos gamma cósmicos Cherenkov Telescope Array (CTA), siendo hasta la actualidad (2020) presidente del comité directivo del proyecto del LST (Large Size Telescope).
Anteriormente trabajó en diferentes experimentos, como el Mark-J, en el acelerador e+ e- PETRA en el Deutsches Elektron-Synchrotron (DESY) de Hamburgo (Alemania), el experimento ALEPH del colisionador e+ e- LEP en el CERN, en Ginebra (Suiza), y el Dark Energy Survey (DES) en el Cerro Tololo (Chile).
Actualmente (2020) participa en la construcción de un computador cuántico en Barcelona.

## Premios
Su trabajo ha recibido varios premios traducidos en financiación y subvenciones para la investigación, entre los que destaca el programa Severo Ochoa, con el que fue galardonado el IFAE como centro de excelencia y del cual es el director científico.
- 2012: premio Severo Ochoa.
- 2016: premio Severo Ochoa.[10]
- 2019: premio Tecnología siglo XXI 2019 en Hito Tecnológico.[11]